# Zieleniczka

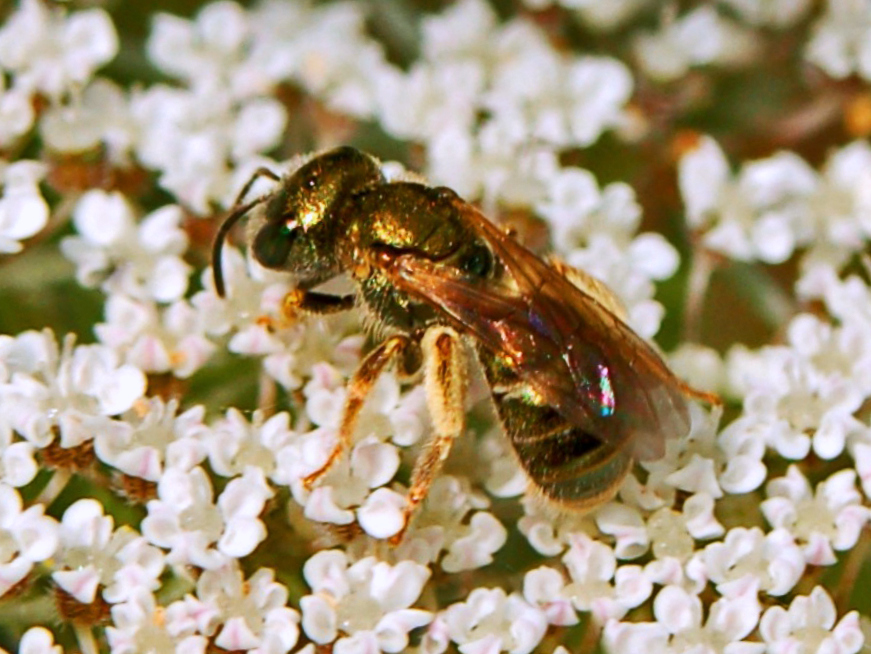
Halictus gemmeus

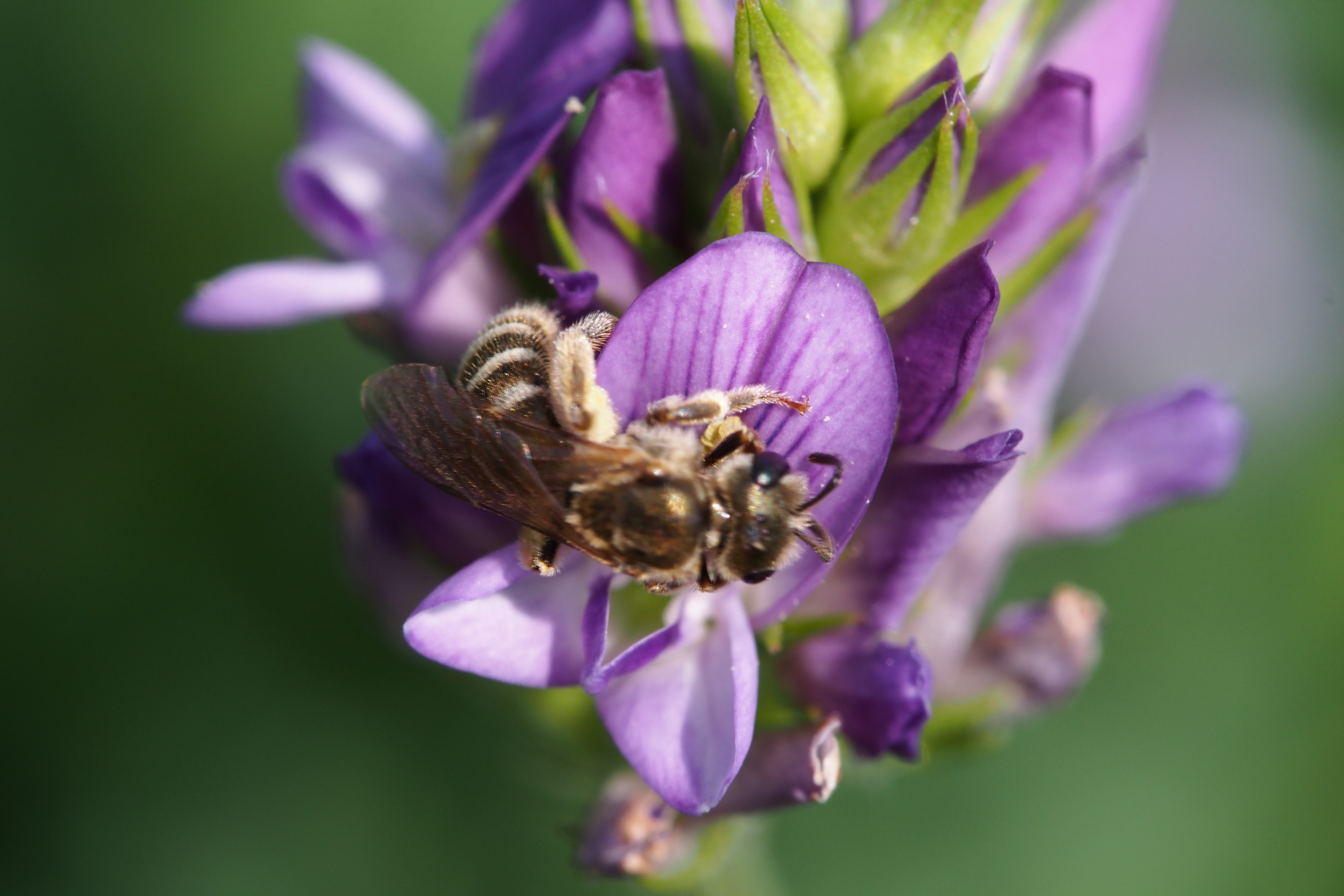
Halictus aearius

Zieleniczka (Halictus (Seladonia)) – podrodzaj pszczół z rodziny smuklikowatych, podrodziny smuklików właściwych i rodzaju Halictus, niekiedy traktowany jak osobny rodzaj.

## Morfologia
Pszczoły małe i średniej wielkości, osiągające od 4,5 do 10 mm długości ciała. Oskórek, przynajmniej na głowie i tułowiu, cechuje się metalicznie zielonkawym, niebieskawym lub spiżowym ubarwieniem. Czułki samców sięgają ku tyłowi zwykle tylko do tarczki, a drugi człon ich biczyka jest 1,2–1,4 raza dłuższy niż szeroki. Żuwaczka samicy zaopatrzona jest w ząbek przedwierzchołkowy. Trójkąt pozatułowiowy jest mniej więcej tak długi jak metasoma, a po jego bokach zwykle brak gęstego owłosienia. Jasne owłosienie tergitów metasomy przybiera formę przepasek wierzchołkowych, przepasek nasadowych i wierzchołkowych lub porasta całe ich odsłonięte powierzchnie. Samce mają czwarty sternit o prostej krawędzi tylnej, a szósty płaski lub z delikatnym, podłużnym wgłębieniem przez środek. Samice mają dobrze rozwinięte szczoteczki na udach i krętarzach oraz zaokrąglone lub spiczaste płytki bazytibialne na tylnych goleniach. Narządy rozrodcze samców charakteryzują się grzbietowym gonostylusem podzielonym głębokim wcięciem i zaopatrzonym na powierzchni wewnętrznej w kępkę skierowanych przednio-dośrodkowo szczecinek, a brzusznym gonostylusem u większości gatunków dobrze wykształconym.

## Rozprzestrzenienie
Przedstawiciele podrodzaju występują w Starym Świecie, w krainach: palearktycznej, orientalnej, etiopskiej i madagaskarskiej. Na południe sięgają do Afryki Południowej, południowych Indii i Azji Południowo-Wschodniej. W Polsce stwierdzono 6 gatunków (zobacz: smuklikowate Polski).

## Taksonomia
Takson ten wprowadzony został w 1918 roku przez C. Robertsona jako osobny rodzaj. Taką też klasyfikację stosuje J. Piesienko w publikacji z 2004, włączając doń w randze podrodzajów także Mucoreohalictus, Pachyceble, Paraseladonia, Placidohalictus i  Vestitohalictus. Według C.D. Michenera cecha użyta przez Piesienkę, tj. metaliczny oskórek, jest zbyt słaba do wyodrębnienia zielniczek w osobny rodzaj. W swoim Bees of the World z 2010 klasyfikuje Seladonia jako podrodzaj w rodzaju smuklik (Halictus), zaliczając doń jedynie gatunki umieszczone przez Piesienkę w podrodzaju Seladonia s.str..
Do podrodzaju tego zalicza się 36 opisanych gatunków:

- Halictus aeneobrunneus Pérez, 1895
- Halictus aerarius Smith, 1873
- Halictus atroviridis Cameron, 1906
- Halictus caelestis Ebmer, 1976
- Halictus centrosus Vachal, 1910
- Halictus cephalicus Morawitz, 1873
- Halictus diductus Cockerell, 1932
- Halictus expertus Cockerell, 1916
- Halictus foanus Vachal, 1899
- Halictus gemmeus Dours, 1872
- Halictus hotoni Vachal, 1903
- Halictus iridicolor Cameron, 1905
- Halictus jucundus Smith, 1853
- Halictus kessleri Bramson, 1879
- Halictus laticephalus Warncke, 1984
- Halictus lucidipennis Smith, 1853
- Halictus magnus Ebmer, 1980
- Halictus mongolicus Morawitz, 1880
- Halictus mugodjaricus Blüthgen, 1933
- Halictus niveocinctulus Cockerell, 1940
- Halictus opulentus Benoist, 1950
- Halictus orientalis Lepeletier, 1841
- Halictus paropamisos Ebmer, 1978
- Halictus pjalmensis Strand, 1909
- Halictus propinquus Smith, 1853
- Halictus pruinescens Cockerell, 1937
- Halictus secundus Dalla Torre, 1896
- Halictus seladonius (Fabricius, 1794)
- Halictus semitectus Morawitz, 1874
- Halictus smaragdulus Vachal, 1895
- Halictus subauratoides Blüthgen, 1926
- Halictus subauratus (Rossi, 1792)
- Halictus vansoni Cockerell, 1935
- Halictus verticalis Blüthgen, 1931
- Halictus vicinus Vachal, 1895
- Halictus wollmanni Blüthgen, 1933